# Ciclohexil metilfosfonotionofluoridato
Ciclohexil metilfosfonotionofluoridato é um composto organofosforado formulado em CH3P(S)(F)OC6H11. Apresenta um átomo de enxofre substituindo o de oxigênio no grupo fosforil. 